# Pakito
Pour l’article ayant un titre homophone, voir Paquito.
Julien Ranouil, plus connu sous son nom de scène de Pakito, est un DJ et producteur français de musique électronique, né le 26 janvier 1981 à Bergerac en Dordogne. Il est connu grâce à son tube house, reprise de Living on Video, de Trans-X. Ce titre a atteint la 1re place des ventes et du club 40. Son pseudo Pakito vient de Paquito el Chocolatero, une musique festive populaire en Espagne.

## Biographie
Il commence sa carrière en 2001, en faisant quelques titres sur des compilations techno. Puis il produit plusieurs titres qui sortent en vinyle, comme Julien R - Touch Your Love et Can You Feel It sur le label Pool E Music d'Antoine Clamaran. 
Il a ensuite été le coproducteur de Disco Kings - Born To Be Alive sorti chez Airplay Records en 2004.
Chez ce même label Airplay Records, il sort sous le nom Pakito le tube Living On Video, reprise d'un titre de Trans-X. 
Ce titre reste no 1 du club 40 pendant neuf semaines et reste un mois no 1 des ventes de singles en France. Puis il sort son deuxième single Moving On Stereo et son premier album Video. Il fait ensuite quelques remixes comme Eliess - Don't Stop Till You Get Enough ou encore le tube de David Kane - Club Sound. 
En 2007, il remixe le titre de 2 Touch : "Blue Monday" énorme succès dans les clubs
Il sort ensuite un nouveau vinyl, Are U Ready? qui sort dans le commerce en CD single durant le mois d'avril 2007.
Courant mai 2008, il sort une nouvelle production sous le pseudo « Karlux », reprenant le morceau de Gigi d'Agostino - The Riddle.
Puis, début septembre 2008, il sort un nouveau titre : Electro Music.
En mai 2008, il crée son propre label indépendant Duo Prod en compagnie de Julien Verdet.
Il sort deux nouveaux singles en 2009 : Harmony et un remix de son tube Living On Video : Living On Video 2.9. Une tournée en Europe est assurée par des danseurs qui représentent Pakito.
En raison de changements au sein de la maison de disque et malgré les succès, Julien Ranouil ne sort pas de deuxième album. Il participe à d'autres projets dont Maïka P,.
En janvier 2017, il fait son retour avec Warriors, un groupe composé de Laurent Veix et de Dany H.

## Discographie

### Albums
| Année | Album      | Meilleure position | Meilleure position  |
| Année | Album      | France             | Belgique (Wallonie) |
| ----- | ---------- | ------------------ | ------------------- |
| 2006  | Video      | 11                 | 94                  |
| 2017  | Video 2017 | —                  | —                   |

### Singles principaux
| Année | Titre                               | Meilleure position | Meilleure position | Meilleure position  | Meilleure position | Meilleure position | Meilleure position | Album      |
| Année | Titre                               | France             | Belgique (Flandre) | Belgique (Wallonie) | Finlande           | Pays-Bas           | Suède              | Album      |
| ----- | ----------------------------------- | ------------------ | ------------------ | ------------------- | ------------------ | ------------------ | ------------------ | ---------- |
| 2006  | Living on Video                     | 1                  | 25                 | 3                   | —                  | 7                  | 43                 | Video      |
| 2006  | Moving on Stereo                    | 10                 | —                  | 15                  | 3                  | 9                  | —                  | Video      |
| 2007  | Are U Ready?                        | 2                  | 37                 | 12                  | 7                  | 11                 | 26                 | Video      |
| 2008  | You Wanna Rock                      | —                  | —                  | —                   | —                  | —                  | —                  | Video      |
| 2008  | Electro Music                       | —                  | —                  | —                   | —                  | —                  | —                  | Video 2017 |
| 2009  | Living on Video 2.9                 | —                  | —                  | —                   | —                  | —                  | —                  |            |
| 2009  | Harmony                             | —                  | —                  | —                   | —                  | —                  | —                  | Video 2017 |
| 2017  | Living on Video 2k17 (vs Warriors)  | —                  | —                  | —                   | —                  | —                  | —                  |            |
| 2017  | Ready (vs Warriors)                 | —                  | —                  | —                   | —                  | —                  | —                  |            |
| 2017  | Accordion                           | —                  | —                  | —                   | —                  | —                  | —                  |            |
| 2019  | Cristaline                          | —                  | —                  | —                   | —                  | —                  | —                  |            |
| 2019  | Beely (avec AS2PIX)                 | —                  | —                  | —                   | —                  | —                  | —                  |            |
| 2021  | My Heart                            | —                  | —                  | —                   | —                  | —                  | —                  |            |
| 2021  | Lonely (avec Nils van Zandt)        | —                  | —                  | —                   | —                  | —                  | —                  |            |
| 2022  | Are You Ready (avec Nils van Zandt) | —                  | —                  | —                   | —                  | —                  | —                  |            |

### Autres singles
- 2004 : One Day (sous Rollerball featuring Clara)
- 2005 : Can You Feel It (sous Julien R)
- 2005 : Touch Your Love (sous Julien R)
- 2005 : Spicy Shaker (sous Julien Carrera)
- 2006 : People Have Time (sous DJ Rumble)
- 2008 : The Riddle (sous Karlux)

### Remixes
- 2006 : David Kane - Club Sound (Pakito Remix)
- 2006 : Eliess - Don't Stop Till You Get Enough (Pakito Remix)
- 2007 : 2 Touch - Blue Monday (Remix '07 By Pakito)
- 2009 : Roy Bee - Kiss Me Again (Pakito Remix)
- 2019 : Phil Nieggman - Felicia (Pakito Remix)

### Bootlegs
- 2006 : Moving To The Beat (Pakito vs Black & White Brothers)